# Portier de nuit
Pour plus de détails, voir Fiche technique et Distribution.
Portier de nuit (Il portiere di notte) est un drame psychologique franco-américano-italien réalisé par Liliana Cavani et sorti en 1974.
Le film qui se situe à Vienne en Autriche, douze ans après la fin de la seconde guerre mondiale, met en scène un ancien médecin de camp nazi et une des anciennes détenues de ce camp, qui était alors adolescente. Le thème principal, qui est la relation sadomasochiste entre deux anciens amants, dans un contexte de réminiscence de l'univers concentrationnaire nazi et de persistance d'une frange nazie dans la société germanique, a créé de vives réactions de la censure et de la critique au moment de la sortie du film. Ensuite, il a été considéré comme un film culte,,.
En juillet 2018, le film a été projeté dans la section « Classiques » de la 75e Mostra de Venise.

## Synopsis
L'histoire se déroule à Vienne (Autriche) en 1957, après que les troupes d'occupation alliées ont quitté la ville (1955). Maximilian Theo Aldorfer (Max) interprété par Dirk Bogarde, ancien officier SS médecin dans un camp de concentration, est portier de nuit dans un hôtel proche de l'Opéra populaire de Vienne, fréquenté par d'anciens camarades nazis, aux prises comme Max, avec des poursuites judiciaires, peu efficaces en l'absence de témoins. 
Lucia Atherton (Charlotte Rampling) et son époux chef d'orchestre prennent une chambre dans cet hôtel. Max reconnaît immédiatement en elle une déportée avec qui il a eu une liaison sadomasochiste pendant la guerre,. Elle est donc un témoin potentiel contre lui et contre les autres nazis.
Mais elle est attirée par son ancien bourreau et redevient sa maîtresse. Cette liaison aboutit à une longue période d'enfermement dans la chambre de Max. Privés de ravitaillement par les camarades de Max, ils sont abattus quand ils finissent par sortir.

## Fiche technique
- Titre français : Portier de nuit[7]
- Titre anglais : The Night Porter
- Titre italien original : Il portiere di notte
- Réalisation : Liliana Cavani, assisté de Mario Garriba (non crédité)
- Scénario : Liliana Cavani, Barbara Alberti, Italo Moscati (it) et Amedeo Pagani (it)
- Photographie : Alfio Contini
- Montage : Franco Arcalli
- Musique : Daniele Paris (it)
- Costumes : Piero Tosi
- Production : Esa De Simone, Joseph E. Levine, Robert Gordon Edwards
- Sociétés de production : Lotar Film[8], Ital-Noleggio Cinematografico[9], Les Productions Artistes associés[8], AVCO Embassy Pictures Corporation
- Pays de production :  Italie -  France -  États-Unis[8],[7]
- Langues originales : anglais, italien, allemand
- Format : Couleurs - 1,85:1 - Mono
- Genre : Drame psychologique, drame érotique[7]
- Durée : 118 minutes
- Date de sortie : 
  - France : 3 avril 1974[7]
  - Italie : 11 avril 1974
  - Belgique : 5 juillet 1974
  - États-Unis : 1er octobre 1974
- Classification :
  - France : interdit aux moins de 18 ans lors de sa sortie (16 ans de nos jours)
- Affiche : Jouineau Bourduge (France)

## Distribution
- Dirk Bogarde (VF : Roland Ménard) : Maximilian Theo Aldorfer, portier de nuit
- Charlotte Rampling (VF : Perrette Pradier) : Lucia Atherton
- Philippe Leroy : Klaus
- Gabriele Ferzetti (VF : Jean-Claude Michel) : Hans Vogler
- Giuseppe Addobbati : Stumm
- Isa Miranda : la comtesse Erika Stein
- Nino Bignamini : Adolph
- Nora Ricci : la voisine
- Amedeo Amodio (it) : Bert, le danseur
- Marino Masè : Atherton
- Piero Vida (it) : le portier de jour
- Geoffrey Copleston (it) : Kurt
- Manfred Freyberger : Dobson
- Ugo Cardea (it) : Mario
- Hilda Gunther : Greta
- Nora Ricci : madame Holler, la voisine
- Piero Mazzinghi : le concierge
- Kai-Siegfried Seefeld : Jacob, l'épicier
- Luigi Guerra (it) :

## Production
Le tournage a eu lieu à Vienne, en Autriche, et aux studios Cinecittà à Rome. Les lieux de tournage comprenaient le Volksoper de Vienne, le Wienzeilenhäuser von Otto Wagner (de), la maison Mozart à Vienne, le cimetière central de Vienne, le Karl-Marx-Hof et le château de Schönbrunn. Les scènes du camp de concentration ont été tournées dans le quartier de Tuscolano à Rome. Les costumes du film ont été conçus par Piero Tosi, nommé cinq fois aux Oscars.
Le budget, qui avait été payé par Ital-Noleggio Cinematografico, a été épuisé vers la fin du tournage des intérieurs du film à Cinecittà. Pour assurer l'achèvement du film, le producteur Robert Gordon Edwards demande au monteur Franco Arcalli de réaliser un montage des meilleures scènes tournées, qu'il présente à un collègue américain qui travaille aux Artistes associés (la branche française de United Artists). Sur la base de ce montage, la société accepte de payer le tournage des scènes extérieures à Vienne.
Romy Schneider refuse le rôle de Lucia. Mia Farrow a été envisagée, ainsi que Dominique Sanda, avant que Charlotte Rampling ne soit choisie. Rampling a tourné le film quatre mois seulement après avoir donné naissance à son fils Barnaby. Dirk Bogarde et elle ont réécrit et improvisé une grande partie de leurs dialogues. Les dialogues sont post-synchronisés, y compris en version originale italienne, Bogarde est doublé par Giuseppe Rinaldi et Rampling par Vittoria Febbi.
Bogarde a également fait appel à Anthony Forwood pour l'aider à réécrire le scénario, sans être crédité. Bogarde a sérieusement envisagé de se retirer du métier d'acteur après la fin des principales prises de vue, qu'il considérait comme une expérience très épuisante.

## Esthétique et réactions
Dès sa sortie en 1974, le film suscita de nombreuses polémiques tant dans le milieu du cinéma que chez les intellectuels. Il fut critiqué pour son « esthétique nazie » et la mise en scène malsaine et théâtrale à caractère sexuel d'une victime et son bourreau. Le film est ponctué de flash-backs dérangeants qui exposent la relation sado-masochiste entre Max et Lucia, totalement déconnectée de la réalité de l'univers concentrationnaire. Il brouille volontairement la vision traditionnelle de la victime et du bourreau en illustrant à sa manière le syndrome de Stockholm, décrit en 1973 par le psychiatre suédois Nils Bejerot. Une scène illustre particulièrement cet amalgame entre érotisme, sadisme et nazisme : Lucia y apparaît en nouvel ange, sinon bleu, du moins trouble, coiffée d'une casquette de SS, vêtue d’un pantalon à bretelles, seins nus, devant un parterre d’officiers nazis, et interprète en allemand la chanson de Friedrich Hollaender : Wenn ich mir was wünschen dürfte. Comme en récompense, Max lui remet ensuite en cadeau la tête d’un prisonnier qui avait précédemment importuné Lucia. En relation et de manière éloignée, les deux acteurs principaux, Bogarde et Rampling, figuraient également, cinq ans plus tôt, à l'affiche du film de Luchino Visconti Les Damnés (1969), dont le sujet était la naissance du nazisme dans l'Allemagne industrielle des années 1920 et 1930.
La romancière américaine Susan Sontag parle de Fascinating fascism (1975) pour qualifier la force d’attraction érotique exercée par le fascisme dans plusieurs œuvres cinématographiques des années 1970. Le philosophe français Michel Foucault critiqua sévèrement cette vision sexualisée du nazisme et de « l'amour pour le pouvoir », tout comme il critiqua, deux ans plus tard, le film de Pier Paolo Pasolini Salò ou les 120 Journées de Sodome. Car si pour lui, « le pouvoir a une charge érotique », il s'étonne que tout un « imaginaire érotique de pacotille [soit] placé maintenant sous le signe du nazisme », considérant que ces dignitaires nazis étaient pour la plupart très éloignés de ces perversions et jeux érotiques. L'historien israélien Saul Friedländer évoque le film dans son essai Reflets du nazisme (1982), dans lequel il analyse une certaine fascination à l'égard du nazisme, qui permet désormais de s'y référer sur un registre esthétique, à la manière d'un exorcisme. L'historien Fabrice d'Almeida considère d'ailleurs ce film comme l'initiateur du genre dit Nazisploitation, qui a surtout été illustré en Italie dans les années 1970.
Le film fut censuré en Italie, interdit aux moins de 16 ans en France et classé X aux États-Unis. Tout en jouant sur le registre de la fascination et de la répulsion, de la dualité soumission-domination, il s'inscrit dans le contexte particulier des « années de plomb » de l'Italie des années 1960 et 1970. Liliana Cavani s'inscrit également dans cette grande vogue du cinéma italien à scandale, qui excelle dans la satire de la société, la peinture des névroses du monde moderne, et se fait volontiers politique, contestataire, ce cinéma étant notamment illustré, dans des registres divers, par Pier Paolo Pasolini, Michelangelo Antonioni, Marco Ferreri, Elio Petri, Bernardo Bertolucci et Ettore Scola. La plupart de ces réalisateurs, mais aussi Visconti, signèrent une lettre de protestation adressée à la Commission de censure italienne.
Le film a été de nouveau projeté en salles en France à l'automne 2012 dans une version restaurée.

### Anachronisme dans la mise en scène
Le modèle de Simca Aronde conduit par Max à la fin du film est une P60 qui n'avait pas encore été fabriquée en 1957[réf. nécessaire].